# Angélica Nené Curita Ihungo
Angélica Nené Curita Ihungo   () és una pedagoga i política angolesa. Afiliada al Moviment Popular per l'Alliberament d'Angola (MPLA), és diputada d'Angola per la província de Lunda-Nord des del 28 de setembre de 2017.
Curita es va llicenciar en pedagogia. Del 2006 al 2008, va ser la directora provincial de família i promoció de la dona. També va ocupar els càrrecs d'administradora municipal de Chitato (entre 2008 i 2010) i Xá-Muteba (entre 2010 i 2012).